# Pawieł Wikulin
Pawieł Wikulin (ros. павел викулин, ur. 19 maja 1989) – rosyjski biegacz narciarski, dwukrotny medalista mistrzostw świata juniorów i srebrny medalista mistrzostw świata młodzieżowców.

## Kariera
Pierwszy raz na arenie międzynarodowej Pawieł Wikulin pojawił się 23 listopada 2007 roku podczas zawodów Eastern Europe Cup w rosyjskiej miejscowości Werszina Tea, gdzie zajął 20. miejsce w sprincie techniką dowolną. W 2008 roku wystartował na mistrzostwach świata juniorów w Malles Venosta, gdzie był ósmy w tej samej konkurencji. Na rozgrywanych rok później mistrzostwach świata juniorów w Praz de Lys - Sommand zdobył złoty medal w sztafecie oraz brązowy w biegu na 10 km stylem dowolnym. Ponadto na mistrzostwach świata młodzieżowców w Otepää w 2011 roku zdobył srebrny medal na dystansie 15 km stylem dowolnym. Jak dotąd nie startował w zawodach Pucharu Świata.

## Osiągnięcia

### Mistrzostwa świata młodzieżowców
| Miejsce | Dzień       | Rok  | Miejscowość | Konkurs                | Wynik       | Strata      | Zwycięzca        |
| ------- | ----------- | ---- | ----------- | ---------------------- | ----------- | ----------- | ---------------- |
| 2.      | 27 stycznia | 2011 | Otepää      | 15 km stylem dowolnym  | 35:26,3 min | +16,1 s     | Jewgienij Biełow |
| 10.     | 31 stycznia | 2011 | Otepää      | 30 km łączony          | 1:13:47,9 h | +1:08,9 min | Alex Harvey      |
| 11.     | 21 lutego   | 2012 | Erzurum     | Sprint stylem dowolnym | ?           | -           | Gleb Rietiwych   |

### Mistrzostwa świata juniorów
| Miejsce | Dzień     | Rok  | Miejscowość           | Konkurs                | Wynik       | Strata  | Zwycięzca         |
| ------- | --------- | ---- | --------------------- | ---------------------- | ----------- | ------- | ----------------- |
| 8.      | 23 lutego | 2008 | Malles Venosta        | Sprint stylem dowolnym | ?           | -       | Calle Halfvarsson |
| 3.      | 5 lutego  | 2009 | Praz de Lys – Sommand | 10 km stylem dowolnym  | 23:53,6 min | +39,7 s | Piotr Siedow      |
| 1.      | 6 lutego  | 2009 | Praz de Lys – Sommand | Sztafeta 4x5 km        | 54:05,1 min | -       | -                 |